# Phoradendron herbert-smithii
Phoradendron herbert-smithii är en sandelträdsväxtart som beskrevs av Trelease. Phoradendron herbert-smithii ingår i släktet Phoradendron och familjen sandelträdsväxter. Inga underarter finns listade i Catalogue of Life.